# مزرعه میان طاحونه
مزرعه میان طاحونه یک روستا در ایران است که در استان یزد واقع شده‌است. مزرعه میان طاحونه ۶۸ نفر جمعیت دارد.